# Waffenstillstand von Villa Giusti
Der Waffenstillstand von Villa Giusti wurde am 3. November 1918 in der Villa des Grafen Vettor Giusti del Giardino bei Padua zwischen Österreich-Ungarn und Italien geschlossen. Er beendete im Speziellen die Kämpfe der Italienfront des Ersten Weltkriegs zwischen den Truppen Italiens sowie den Alliierten (bis 1917 Triple Entente) auf der einen Seite und Österreich-Ungarns sowie des mit ihm verbündeten Deutschen Reichs auf der anderen Seite, galt aber darüber hinaus auch für alle anderen Fronten, an denen k.u.k. Militär im Einsatz gewesen war. Da Ungarn seit dem 1. November 1918 mit Österreich nicht mehr in einer Realunion verbunden war, fühlte es sich von diesem Waffenstillstand nicht betroffen; es verhandelte mit der Entente separat und schloss mit ihr am 13. November 1918 in Belgrad eine Militärkonvention (siehe unten).

## Vorgeschichte

Protokoll des Waffenstillstands von Villa Giusti (letzte Seite mit Unterschriften der Delegationen)

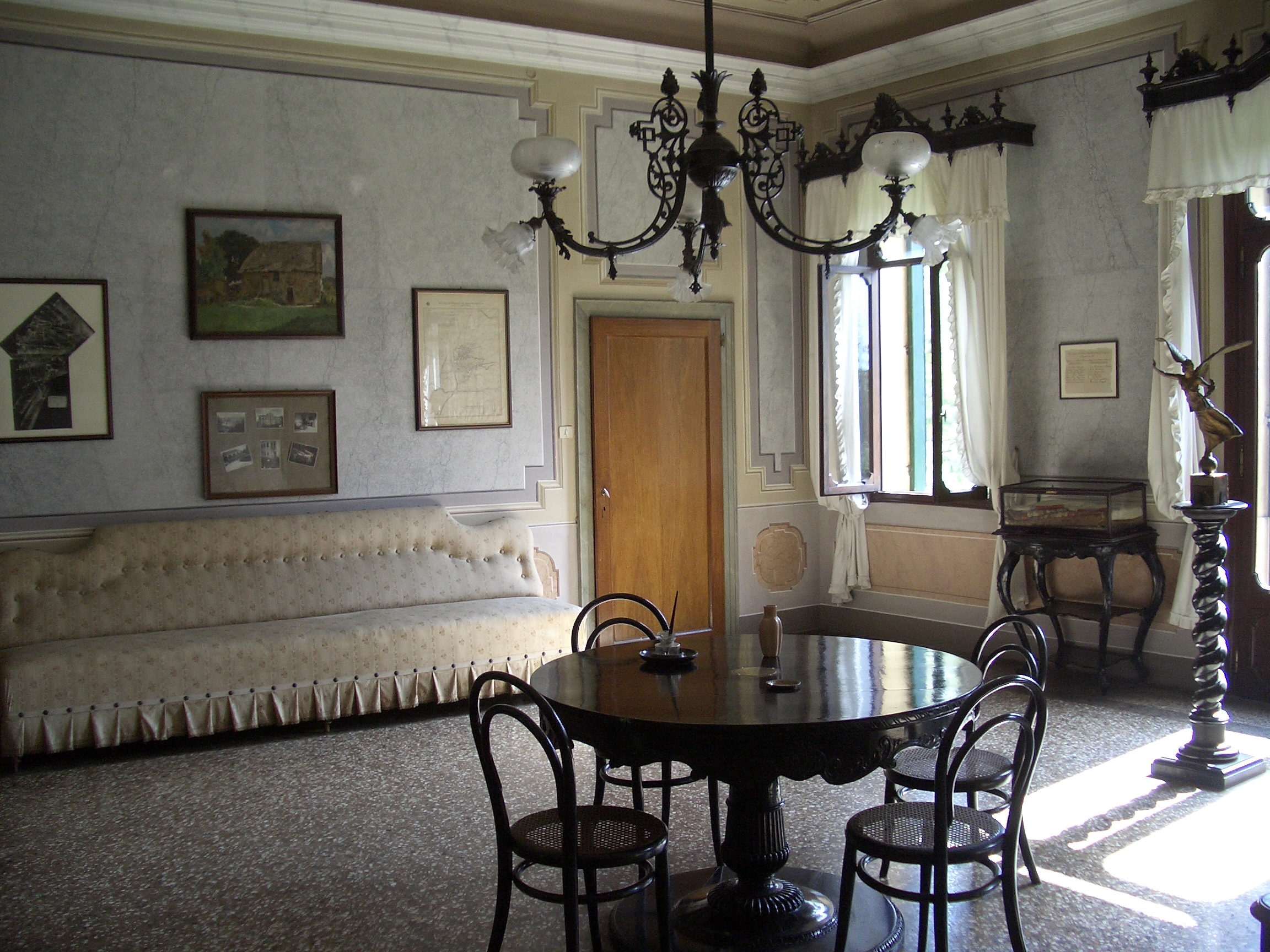
Villa Giusti (Tisch, an dem der Waffenstillstand unterzeichnet wurde)

Nach der verlorenen Schlacht von Vittorio Veneto Ende Oktober 1918 war die österreichisch-ungarische Armee in einem derartigen Zustand, dass sich die Heeresleitung verpflichtet sah, mit allen Mitteln einen Waffenstillstand anzustreben.
Mit dem Manifest Kaiser Karls I. vom 16. Oktober 1918 (Völkermanifest) wurde die Föderalisierung der Monarchie verfügt, ohne dass vorher die Voraussetzungen zur Beendigung des Krieges geschaffen worden waren. Daraufhin veranlassten einige Nachfolgestaaten die direkte Rückberufung ihrer Heereskontingente von der Front. So konnte nur mehr ein rascher Abschluss des Waffenstillstandes ein Ende setzen.
Karl wollte am 26. Oktober 1918 offiziell um einen Waffenstillstand bitten, woraufhin es zum Streit zwischen dem Monarchen und seinen Ministern und Generälen kam, die sich zum Teil immer noch für stark genug hielten, in den Gipfelstellungen über der norditalienischen Ebene alle Angriffe abzuwehren. Nach Kaiser Karls Vorstellungen sollten die Waffenstillstandsbedingungen eine Räumung aller seit 1917 eroberten italienischen Gebiete vorsehen, wofür man sich jedoch neun Monate Zeit ausbedingen wollte. 1915 hatte man den Italienern, auch auf Druck des deutschen Bündnispartners, das Angebot gemacht, die südlichen Teile des Trentino abzutreten, um sich die italienische Neutralität zu sichern. Ende Oktober 1918, nach fast vier Jahren Krieg und im Angesicht der völligen militärischen Niederlage, wollte man sich nicht nur nicht sofort aus den besetzten Gebieten zurückziehen, sondern auch keine eigenen territorialen Verluste hinnehmen. Mit diesen Vorstellungen bereitete die österreichische Seite die Waffenstillstandsverhandlungen vor.
Diese Zugeständnisse wurden von Italien als unzureichend abgelehnt.
Mit einem Beglaubigungsschreiben von Generalfeldmarschall Paul von Hindenburg waren von deutscher Seite der Oberst Friedrich Schäffer von Bernstein und der Hauptmann Heinz Guderian angereist, wurden aber von den Italienern zurückgeschickt.

## Wortlaut des Waffenstillstandsvertrages
Verifiziert von Marschall Armando Diaz am 3. November 1918, um am 4. November ab 15:00 Uhr in Kraft zu treten.

### Bedingungen zu Lande
1. Sofortige Einstellung der Feindseligkeiten zu Lande, Wasser und in der Luft.
2. Gänzliche Demobilisierung Österreich-Ungarns und sofortiges Zurückziehen aller Einheiten, die an der Front von der Nordsee bis zur Schweiz operieren. Auf dem Gebiete Österreich-Ungarns und innerhalb der unten im § 3 angeführten Grenzen als österreichisch-ungarische Wehrmacht nur ein Maximum von 20 Divisionen, auf den Friedensstand vor dem Kriege herabgesetzt, aufrechterhalten. Die Hälfte des gesamten Divisions- und Korpsartilleriematerials sowie die entsprechende Ausrüstung, von all dem beginnend, was sich auf dem vom österreichisch-ungarischen Heere zu evakuierenden Gebiete befindet, wird an den von den Alliierten und den Vereinigten Staaten zu bestimmenden Punkten angesammelt werden müssen, um ihnen ausgeliefert zu werden.
3. Evakuierung jedes von Österreich-Ungarn seit Kriegsbeginn mit Waffengewalt besetzten Gebietes und Zurückziehung der österreichisch-ungarischen Kräfte innerhalb eines vom Oberkommandierenden der alliierten Kräfte an den verschiedenen Fronten zu bestimmenden Termins jenseits einer wie folgt festgesetzten Linie. Von der Umbrail-Spitze bis nördlich des Stilfser Joches wird diese Linie den Kamm der Rhätischen Alpen verfolgen, bis zu den Quellen der Etsch und der Eisack über den Reschen- und Brennerberg und auf den Höhen des Ötz und des Ziller laufen. Die Linie wird sich gegen Süden wenden, den Toblacher Berg überschreiten und die jetzige Grenze der Karnischen Alpen erreichen. Sie wird die Grenze bis zum Tarvisberg verfolgen und nach dem Tarvisberg die Wasserscheide der Julischen Alpen über den Predilpaß, den Mangart, den Tricorno (Triglav) und die Wasserscheide des Podbrdopasses von Bodlenischen und von Indrio. Von diesem Punkte ausgehend, wird die Linie in südlicher Richtung gegen den Schneeberg verlaufen, das ganze Savebecken mit Zuflüssen ausgenommen. Vom Schneeberg wird die Linie gegen die Küste hinuntergehen, so dass Castus, Mattuglio und Voloscain dem evakuierten Gebote inbegriffen sind. Sie wird desgleichen den jetzigen administrativen Grenzen der Provinz Dalmatien folgen, im Norden Lissarica und Tribam, im Süden eine Linie einschließen, welche an der Küste von Kap Planca ausgeht und gegen Osten die höchsten Punkte der die Wasserscheide bildenden Höhen verfolgt, so dass in den evakuierten Gebieten alle Täler und Wasserläufe inbegriffen werden, die gegen Sebenico abfallen, wie die Cicola, die Kerka, die Butisnica und ihre Zuflüsse. Sie wird auch alle im Norden und im Westen Dalmatiens gelegenen Inseln umfassen: Premuda, Selve, Ulbo, Scarda, Maon, Pago und Punta Dura im Norden, bis zum Süden von Meleda mit Einschluss von San Andrea, Busi, Lissa, Lesina, Torcola, Curzola, Ozza und Lagosta sowie auch die umliegenden Eilande und Inselchen und Pelagola mit Ausnahme der Inseln Tirona grande und piccola, Bua, Solta und Brazza. Alle geräumten Gebiete werden von den Truppen der Alliierten und der Vereinigten Staaten besetzt werden. Hierbei haben das ganze militärische Material und das Material der Eisenbahnen, die sich auf dem zu evakuierenden Gebiete befinden, an Ort und Stelle zu verbleiben. Auslieferung dieses ganzen Materials (Versorgung an Kohle inbegriffen) an die Alliierten und die Vereinigten Staaten nach den von den Oberkommandanten der Kräfte der verbündeten Mächte an den verschiedenen Fronten zu Messenden speziellen Weisungen. Es darf keine neue Zerstörung oder Plünderung oder neue Requisition von den feindlichen Truppen auf dem vom Feinde zu räumenden oder von Kräften der verbündeten Mächte zu besetzenden Gebiete geschehen.
4. Die Verbündeten werden das absolute Recht haben: a) einer freien Bewegung ihrer Truppen auf jeder Straße oder Eisenbahn oder Wasserweg des österreichisch-ungarischen Gebietes und des Gebrauches der nötigen österreichisch-ungarischen Transportmittel, b) mit verbündeten Kräften alle jene strategischen Punkte in Österreich-Ungarn für die den Alliierten nötig erscheinende Zeit zu besetzen, zum Zwecke dort zu wohnen oder die Ordnung aufrechtzuerhalten, c) zu Requisitionen gegen Bezahlung zugunsten der verbündeten Heere, wo immer sie sich befinden.
5. Der vollständige Abzug aller deutschen Truppen innerhalb 15 Tage nicht nur von der italienischen und Balkanfront, sondern vom ganzen österreichisch-ungarischen Territorium und die Internierung aller deutschen Truppen, welche Österreich-Ungarn an diesem Tage nicht verlassen haben.
6. Die provisorische Verwaltung der von Österreich-Ungarn geräumten Gebiete wird den lokalen Behörden unter Kontrolle der Stationskommandos der verbündeten Okkupationstruppen anvertraut werden.
7. Sofortige Heimsendung ohne Gegenseitigkeit aller Kriegsgefangenen und internierten Untertanen der Alliierten, auch der von ihren Wohnstätten entfernten Zivilbevölkerung nach Bedingungen, welche von den verbündeten Oberkommandanten an den verschiedenen Fronten festzusetzen sind.
8. Die im evakuierten Gebiete verbliebenen Kranken und Verwundeten müssen vom österreichisch-ungarischen Personal gepflegt werden, welches samt dem hierzu nötigen ärztlichen Material an Ort und Stelle zurückzulassen ist.

### Bedingungen zur See
1. Sofortige Einstellung jeder Feindseligkeit zur See und genaue Angabe des Aufenthaltsortes und der Bewegung aller österreichisch-ungarischen Schiffe.
2. Übergabe von 15 österreichisch-ungarischen Unterseebooten, die von 1910 bis 1918 gebaut worden sind, und aller deutschen Unterseeboote. Vollständige Abrüstung und Demobilisierung aller anderen österreichisch-ungarischen Unterseeboote.
3. Übergabe von drei Schlachtschiffen, drei leichten Kreuzern, neun Torpedobootszerstörern, einem Minenleger, sechs Donau-Monitoren. Alle anderen Oberwasser-Kriegsschiffe (die Flussschiffe mit inbegriffen) müssen demobilisiert und vollständig abgerüstet werden.
4. Freiheit der Schifffahrt aller Schiffe der Kriegs- und Handelsmarine der Alliierten und der verbündeten Mächte in der Adria, die territorialen Gewässer inbegriffen, auf der Donau und ihren Nebenflüssen innerhalb des österreichisch-ungarischen Gebiets.
5. Aufrechterhaltung der Blockade seitens der Alliierten und der verbündeten Mächte unter den gegenwärtigen Bedingungen.
6. Vereinigung und Belassung aller Luftstreitkräfte der Marine in einem von den Alliierten und den Vereinigten Staaten bestimmten Hafen.
7. Evakuierung der ganzen Küste und aller Handelshäfen, die von Österreich-Ungarn außerhalb seines nationalen Gebietes besetzt sind.
8. Besetzung aller Land- und Seebefestigungen und der zur Verteidigung von Pola eingerichteten Inseln sowie der Werft und des Arsenals durch die Alliierten und die Vereinigten Staaten.
9. Rückgabe aller weggenommenen Handelsschiffe.
10. Verbot jedweder Zerstörung von Anlagen oder Material vor der Räumung, Übergabe oder Rückgabe.
11. Rückgabe aller Gefangenen ohne Verpflichtung der Gegenseitigkeit.

## Unterzeichner

### Armeeoberkommando Österreich-Ungarns
- General Viktor Weber Edler von Webenau
- Oberst Karl Schneller
- Fregattenkapitän Johannes Prinz von und zu Liechtenstein
- Oberstleutnant J.V. Nyékhegyi
- Korvettenkapitän Georg Ritter Zwierkowski
- Generalstabsoberstleutnant Viktor Freiherr von Seiller
- Generalstabshauptmann Camillo Ruggera

Das Königreich Ungarn hatte die Realunion mit den österreichischen Ländern mit 31. Oktober 1918 beendet, so dass Österreich-Ungarn nicht mehr bestand. Somit war das Armeeoberkommando nach magyarischer Auffassung für den Abschluss eines Waffenstillstands der ungarischen Truppen seit 1. November 1918 nicht mehr zuständig.

### Armeeoberkommando Italiens
- Ten. Gen. Pietro Badoglio
- Magg. Gen. Scipione Sciopioni
- Colonn. Tullio Marchetti
- Colonn. Pietro Gazzera
- Colonn. Pietro Maravigna
- Colonn. Alberto Pariani
- Cap. Vasc. Francesco Accinni

## Deutsche Reaktion
Die 4. Bedingung zu Lande des Waffenstillstandes erlaubte den Alliierten den Durchmarsch bis zur deutschen Grenze und damit einen Angriff auf Deutschland von Süden her. Um dies zu verhindern, marschierten bayerische Grenztruppen unter Konrad Krafft von Dellmensingen in Tirol ein, was gemäß den Waffenstillstandsbedingungen von der österreichischen Seite verhindert werden musste. Es kam zu amtlichen Protesten. Es kam zu keinen Kampfhandlungen mit italienischen Truppen. Zwar wurde am 6. November eine Brücke südlich von Brixen gesprengt, doch zogen sich die bayerischen Truppen kampflos aus Orten wie Franzensfeste (9. November) oder Gossensaß (10. November) zurück, nachdem italienische Truppen eingetroffen waren und am 8. November Kurt Eisner in Bayern den „Freistaat“ ausgerufen und den König Ludwig III. abgesetzt hatte.

## Militärkonvention von Belgrad, 13. November 1918
Ungarn war am 31. Oktober 1918 aus der Realunion ausgetreten. Ungarn war nach Auffassung seiner magyarischen Politiker von den Verhandlungen in der Villa Giusti seit 1. November 1918 nicht mehr betroffen. Es verlangte daher eigene Waffenstillstandsverhandlungen. Diese fanden in Belgrad statt, wobei, wie Rauchensteiner zusammenfasste, in der Militärkonvention vom 13. November 1918 den Magyaren dann noch weiter gehende und schlechtere Bedingungen diktiert wurden. Ungarn wurde gezwungen, auf Számos und Theiß zurückzugehen und auch Szabadka und Baja den Ententetruppen zu überlassen. Außerdem verfiel die Donauflottille den Alliierten. Béla Linder, seit dem 1. November 1918  Kriegsminister des Königreichs Ungarn, unterschrieb diesen Waffenstillstand.

## Museale Rezeption
Im Wiener Heeresgeschichtlichen Museum ist das original unterzeichnete Dokument des Waffenstillstandes ausgestellt. Weiters ist jene Aktenmappe zu sehen, in welcher der Italienreferent des k.u.k. Armeeoberkommandos, Oberst Karl Schneller (1878–1942), den ausgehandelten Vertrag nach Wien brachte.